# Аванс
Авáнс (фр. avance — випередження) — грошова сума або інші матеріальні цінності, що видаються наперед у рахунок заробітку, належних платежів за товари, роботи, послуги і т. ін.
Аванс виплачується підприємствами (організаціями) працівникам у рахунок заробітної плати, на господарські витрати, витрати на відрядження, для придбання малоцінного майна. Між підприємствами та організаціями виплата авансу допускається під час укладання господарських чи підрядних контрактів, договорів з метою надання договірним сторонам більшої взаємодовіри (якщо довіри нема взагалі використовується передоплата). Тим самим гарантується попереднє перерахування грошей виконавцеві для покриття його початкових видатків, пов'язаних з виконанням програм (робіт), передбачених умовами договору.
Розмір авансу, строки виплати та порядок погашення визначаються угодами (контрактами) між сторонами. На практиці у вигляді авансу сплачується частина майбутньої суми оплати, що становить 10-15% її загального обсягу. У зовнішній торгівлі під авансовим платежем розуміється будь-який платіж, проведений покупцем-замовником до моменту відвантаження товару чи надання послуг. Повний аванс (передоплата) виплачується досить рідко і є найневигіднішою для імпортера формою розрахунків (для експортера-навпаки). Аванс обов'язковий при поставках на умовах кредиту і становить, як правило, 10-25% вартості контракту.
Повернення авансу при невиконанні зобов'язань експортером забезпечується банківською гарантією. Як і завдаток, аванс є матеріальним підтвердженням реальності умов укладення договору, але, на відміну від завдатку, він не є способом забезпечення виконання зобов'язань. При виконанні договірного зобов'язання аванс зараховується у рахунок остаточного платежу за договірними зобов'язаннями. При розторгненні договору аванс повертається повністю або частково залежно від умов договору.